# Santi Comesaña
Santiago Comesaña Veiga (Vigo, 5 ottobre 1996) è un calciatore spagnolo, centrocampista del Villarreal.

## Caratteristiche tecniche
Nasce come mezzala molto abile palla al piede e in progressione col tempo riesce ad adattarsi anche come trequartista grazie anche a un'ottima visione di gioco e anche come regista basso di centrocampo grazie a una discreta forza fisica e una buona abilità nel gioco aereo grazie a questo può essere impiegato anche addirittura come mediano possiede inoltre un'ottima grinta.

## Carriera
Il 29 giugno 2023 viene ufficializzato il suo acquisto da parte del Villarreal.

## Statistiche

### Presenze e reti nei club
Statistiche aggiornate al 14 novembre 2023.
| Stagione              | Squadra               | Campionato            | Campionato | Campionato | Coppe nazionali | Coppe nazionali | Coppe nazionali | Coppe continentali | Coppe continentali | Coppe continentali | Altre coppe | Altre coppe | Altre coppe | Totale | Totale | Totale |
| Stagione              | Squadra               | Comp                  | Pres       | Reti       | Comp            | Pres            | Reti            | Comp               | Pres               | Reti               | Comp        | Pres        | Reti        | Pres   | Reti   |        |
| --------------------- | --------------------- | --------------------- | ---------- | ---------- | --------------- | --------------- | --------------- | ------------------ | ------------------ | ------------------ | ----------- | ----------- | ----------- | ------ | ------ | ------ |
| 2015-2016             | Coruxo                | SDB                   | 37         | 8          | CR              | 0               | 0               |                    | -                  | -                  |             | -           | -           | 37     | 8      |        |
| 2016-2017             | Rayo Vallecano        | SD                    | 17         | 2          | CR              | 1               | 0               |                    | -                  | -                  |             | -           | -           | 18     | 2      |        |
| 2017-2018             | Rayo Vallecano        | SD                    | 33         | 2          | CR              | 0               | 0               |                    | -                  | -                  |             | -           | -           | 33     | 2      |        |
| 2018-2019             | Rayo Vallecano        | PD                    | 25         | 1          | CR              | 0               | 0               |                    | -                  | -                  |             | -           | -           | 25     | 1      |        |
| 2019-2020             | Rayo Vallecano        | SD                    | 21         | 1          | CR              | 0               | 0               |                    | -                  | -                  |             | -           | -           | 21     | 1      |        |
| 2020-2021             | Rayo Vallecano        | SD                    | 35+4       | 3+0        | CR              | 4               | 0               |                    | -                  | -                  |             | -           | -           | 43     | 3      |        |
| 2021-2022             | Rayo Vallecano        | PD                    | 35         | 1          | CR              | 6               | 0               |                    | -                  | -                  |             | -           | -           | 41     | 1      |        |
| 2022-2023             | Rayo Vallecano        | PD                    | 35         | 3          | CR              | 3               | 0               |                    | -                  | -                  |             | -           | -           | 38     | 3      |        |
| Totale Rayo Vallecano | Totale Rayo Vallecano | Totale Rayo Vallecano | 205        | 13         |                 | 0               | 0               |                    | -                  | -                  |             | -           | -           | 205    | 13     |        |
| 2023-2024             | Villarreal            | PD                    | 8          | 0          | CR              | 1               | 0               | UEL                | 3                  | 0                  |             | -           | -           | 12     | 0      |        |
| Totale carriera       | Totale carriera       | Totale carriera       | 250        | 21         |                 | 15              | 0               |                    | 3                  | 0                  |             | -           | -           | 268    | 21     |        |